# Romulus, Remus i Khaleesi
Romulus i Remus són dos llops grisos (Canis lupus) modificats genèticament, creats per Colossal Biosciences l'1 d'octubre del 2024, amb l'objectiu de reproduir el fenotip de l'extint llop terrible (Aenocyon dirus). Una femella de llop anomenada Khaleesi va néixer més tard, el 30 de gener del 2025. 
Colossal Biosciences afirma que aquests animals representen els primers exemples vius de llop terrible des de la seva extinció fa aproximadament deu mil anys, però aquesta afirmació és controvertida. Com que els llops terribles pertanyien a un gènere completament diferent, Aenocyon, Romulus, Remus i Khaleesi són de fet llops grisos modificats genèticament.
Els científics van reescriure catorze gens clau a les cèl·lules EPC del llop gris per a expressar vint caràcters principals de llop, i això significa que «no es va empalmar cap ADN antic de llop terrible al genoma del llop gris». L'anunci públic del seu naixement l'abril de 2025 va ser objecte d'una atenció pública important.